# Лотар I (Валбек)
Лотар I фон Валбек Стари (на немски: Lothar I von Walbeck der Ältere; Liuthar, * между 875 и 902, † 4 или 5 септември 929) е саксонски благородник, граф на Дерлингау и Балсамгау и първият граф на Валбек. Той е прапрадядо на Титмар Мерзебургски.

## Биография
Той е вероятно роднина или син на граф Лотар I фон Щаде († 880), родоначалник на фамилията Удони, и на Енда († 874) от Саксония, дъщеря на херцог Лиудолф от Саксония. Баща му е убит на 2 февруари 880 г. заедно с чичо му херцог Бруно от Саксония в битка против норманите.
През 929 г. крал Хайнрих I Птицелов изпратил в земите на западнославянското племе ратари графовете Бернгард фон Боргхорст и Титмар с войска, която обсадила град Ленцен на Елба. Градът бил завладян, но загиват няколко графа, в това число и Лотар I на 4 или 5 септември 929 г. Последван е от единствения му син Лотар II († 964/991).